# Shepherding Movement
Als Shepherding Movement (englisch,  Hirtenschaftsbewegung; auch shepherding oder discipleship movement genannt) bezeichnet man eine vorwiegend US-amerikanische Bewegung vor allem charismatischer Prägung, die eine besondere Betonung auf die Verantwortlichkeit der Gemeindemitglieder gegenüber der Leitung und die Unterwerfung unter die Gemeindeleiter legte. Dabei sollte jedes Gemeindemitglied durch ein meist älteres Gemeindemitglied (engl. shepherd, Hirte) angeleitet werden. Die Bewegung wurde 1970 von fünf Geistlichen unter der Führung des ehemaligen Baptistenpastors Charles Simpson gegründet, und sie hatte 1976 gut 100.000 Mitglieder und Sympathisanten. Die Gruppe wurde 1986 wegen größeren Differenzen, Mängeln, Manipulation und geistlichem Missbrauch aufgelöst.

## Entstehung und Struktur
Im Zuge der aufbrechenden charismatischen Bewegung in den 1960er Jahren entwickelten sich neue Hauskreise, Hauskirchen und Gemeinden, deren Gemeindeglieder sich einerseits von ihren ursprünglichen Gemeinden gelöst hatten, andererseits sich den bestehenden pfingstlerisch geprägten Gemeinden nicht anschließen wollten. Diese Gemeinden, die zumeist unabhängig waren und keinem überregionalen Gemeindeverband angehörten, wurden oft geleitet von Gläubigen, die selber nur eine geringe formale Ausbildung absolviert hatten und sich nun der Schwierigkeit gegenübersahen, im Glauben unerfahrene Menschen anzuleiten.
Im Jahr 1970 gründeten fünf Geistliche, die sich zur jungen, wachsenden charismatischen Bewegung zählten, Don Basham, Ern Baxter, Derek Prince, Bob Mumford und Charles Simpson eine eigene Organisation unter dem Namen Christian Growth Ministries in Fort Lauderdale in Florida. Es gelang ihnen mehrere Kirchengemeinden davon zu überzeugen, ihre pyramidenähnlich aufgebaute Gemeinde- und Leitungsstruktur zu übernehmen. Das Konzept unterstellte jedes Gemeindeglied der Anordnungsbefugnis eines Gemeindeältesten, der wiederum der Anordnungsbefugnis des Pastors unterstand. Die Anordnungsbefugnisse gingen dabei über die einzelnen Gemeinden hinaus. So sah die Struktur vor, dass Gemeindepastoren ihrerseits einem regionalen Leiter der Bewegung unterstellt wurden, der letztlich seine Anordnungen direkt von den Leitern der Organisation in Fort Lauderdale erhielt. Anordnungen wurden von den Leitern mittels der Pyramidenstruktur nach unten verfügt, während Kollekten und Spenden an die Werkszentrale abgeführt wurden.
Die Grundidee dieser Struktur war, mittels verbindlichen Vereinbarungen, Loyalität, Rechenschaft und Dienst, Beziehungen, gemeinschaftliches Leben und Verbindlichkeit in den Kirchen zu fördern und zu gewährleisten. Die Handhabung dieser Struktur führte jedoch bald zu Beschwerden über Missbrauch und Manipulation. So bestimmten die Hirten mitunter alle Belange der Gemeindemitglieder, von der Wahl des Ehepartners bis hin zur Festlegung des Wohnortes.

## Entwicklung
Während sich um 1975 einige Leiter des Shepherding dahingehend äußerten, dass man Fehler gemacht habe, weitete sich die Bewegung trotzdem noch bis in die Römisch-katholische Kirche aus, so etwa mit der Word of God Community in Ann Arbor und der People of Praise in South Bend. Das Magazin der Bewegung, New Wine, wurde 1976 in über 110.000 Exemplaren herausgegeben und es wurde in 140 Staaten verteilt. Mehr als 50 Prozent der Leser waren Pastoren und Kirchenleiter. 1979 bis 1984 wurden 4.500.000 Zeitschriften, 1.000.000 Newsletters, 600.000 Kassetten und 250.000 Bücher gedruckt und produziert. Auf dem Höhepunkt 1977 an der Kansas City-Konferenz für charismatische Erneuerung in christlichen Kirchen hatte die Bewegung über 12.000 Zuhörer.
1983 schied Derek Prince wegen Differenzen aus, 1986 löste sich die gemeinsame Bewegung schließlich auf, der Mitbegründer und eigentliche Kopf Charles Simpson jedoch führte dieses Leitungssystem weiter. Im Jahr 1990 entschuldigte sich Bob Mumford formell bei den Opfern der Bewegung.

## Kritik
Der Kulturwandel in Nordamerika um 1970 verunsicherte auch viele Christen und förderte Organisationen mit autoritären Strukturen, die einen klaren Rahmen, eindeutige Regeln und somit einen Schutzraum anboten. Der konservative US-amerikanische Fernsehprediger Pat Robertson bezichtigte Christian Growth Ministries einer unbiblische Lehre der Unterwerfung und verglich die Bewegung mit der Sekte von Jim Jones, der seine Anhänger in Jonestown zu einem Massenselbstmord verleitet hatte. Dem pfingstlerischen Pastor Jack Hayford zufolge wurden viele Menschen nachhaltig durch die Lehren des Shepherding seelisch verwundet.